# Meszna (województwo śląskie)

Nieoficjalny herb wsi Meszna

Meszna – wieś w Polsce, położona w województwie śląskim, w powiecie bielskim, w gminie Wilkowice. Powierzchnia sołectwa wynosi 261 ha, a liczba ludności 1831, co daje gęstość zaludnienia równą 701,5 os./km².
Wieś położona na stokach Magury. Przez teren miejscowości przebiega  szlak żółty ze stacji PKP Wilkowice Bystra na Klimczok.
W miejscowości działają stowarzyszenia: Stowarzyszenie Zbójników "Beskidnicy" i Stowarzyszenie Rozwoju Mesznej. Wszelkie informacje o miejscowości odnośnie do turystyki, szlaków turystycznych, atrakcji turystycznych czy lokalnych informacji można znaleźć na stronie www.meszna.eu

## Integralne części wsi
| SIMC    | Nazwa          | Rodzaj    |
| ------- | -------------- | --------- |
| 1001177 | Bór Łodygowski | część wsi |
| 1001183 | Bór Wielki     | część wsi |
| 1001250 | Gębalowizna    | część wsi |
| 1001295 | Gwizdałowizna  | część wsi |
| 1001310 | Jama           | część wsi |
| 1001361 | Kępysowizna    | część wsi |
| 1001378 | Kuflowizna     | część wsi |
| 1001390 | Laszczakowizna | część wsi |
| 1001409 | Niklowizna     | część wsi |
| 1001480 | Waliczkowizna  | część wsi |

## Historia
Meszna została założona w 1712 roku przez kasztelana łęczyckiego Jerzego Warszyckiego, właściciela klucza łodygowickiego.
Według austriackiego spisu ludności z 1900 w 53 budynkach w Mesznej na obszarze 184 hektarów mieszkało 388 osób (gęstość zaludnienia 210,9 os./km²), z czego wszyscy byli polskojęzycznymi katolikami.
W latach 1975–1998 miejscowość administracyjnie należała do województwa bielskiego.

## Położenie
Wieś położona jest między Bystrą, Wilkowicami i Buczkowicami. Z zachodu Meszna otoczona jest Beskidem Śląskim, z kolei pozostałe kierunki to tereny górskie w Bramie Wilkowickiej i Kotlinie Żywieckiej. Komunikacyjnie z Mesznej można dojechać drogą 942 do Bystrej oraz do Buczkowic. Wieś znajduje się od najbliższych miast w odległości:
- Szczyrk (6 km)
- Bielsko-Biała (11 km)
- Żywiec (14 km)
- Czechowice-Dziedzice (24 km)
- Kęty (26 km)
- Wilamowice (26,8 km)
- Wisła (28,5 km)
- Skoczów (38,5 km)
- Ustroń (44,5 km)

## Religia
Na terenie wsi działalność duszpasterską prowadzi Kościół Rzymskokatolicki (parafia Niepokalanego Serca NMP).

## Galeria

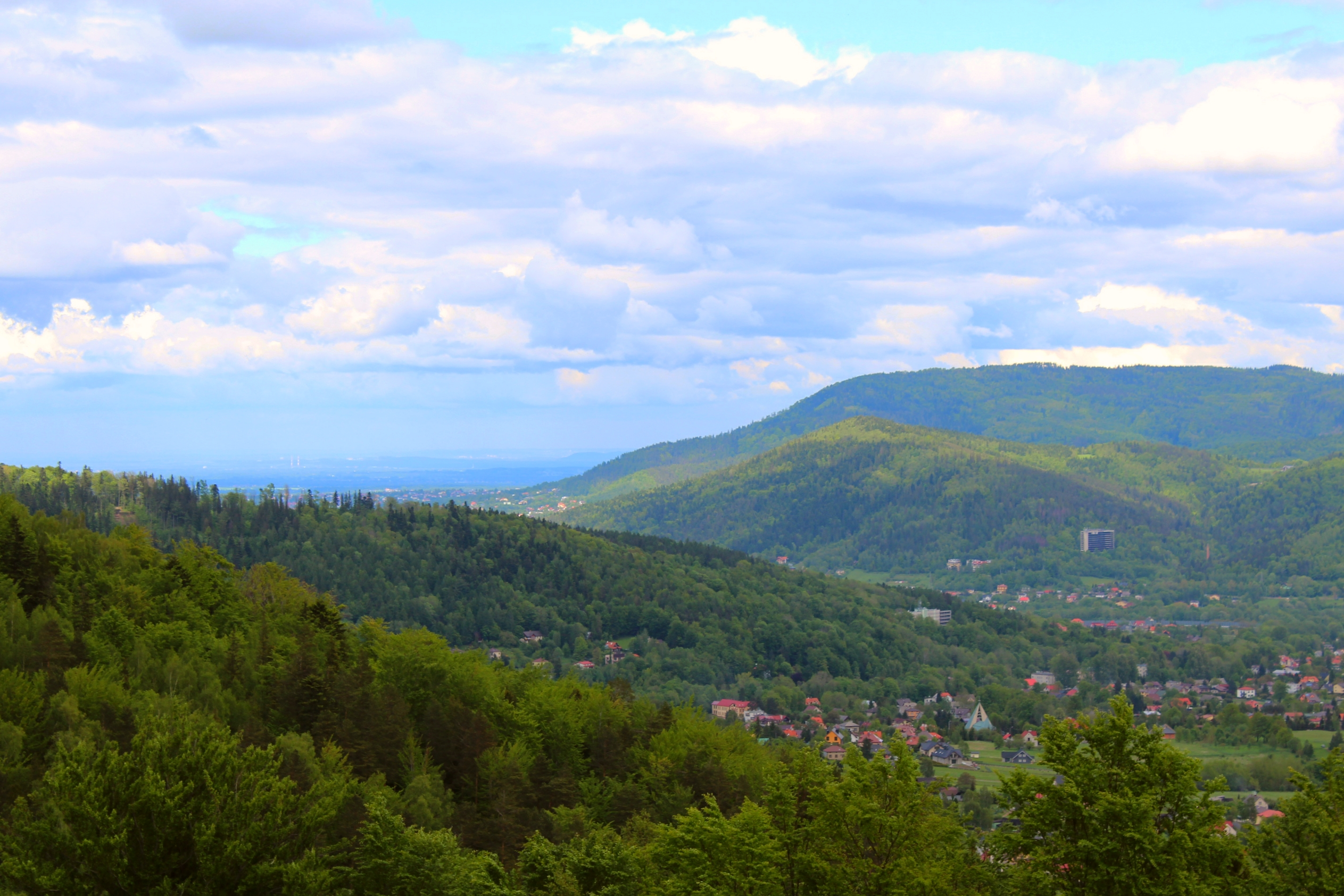
Widok na Bystrą i Wikowice z Mesznej
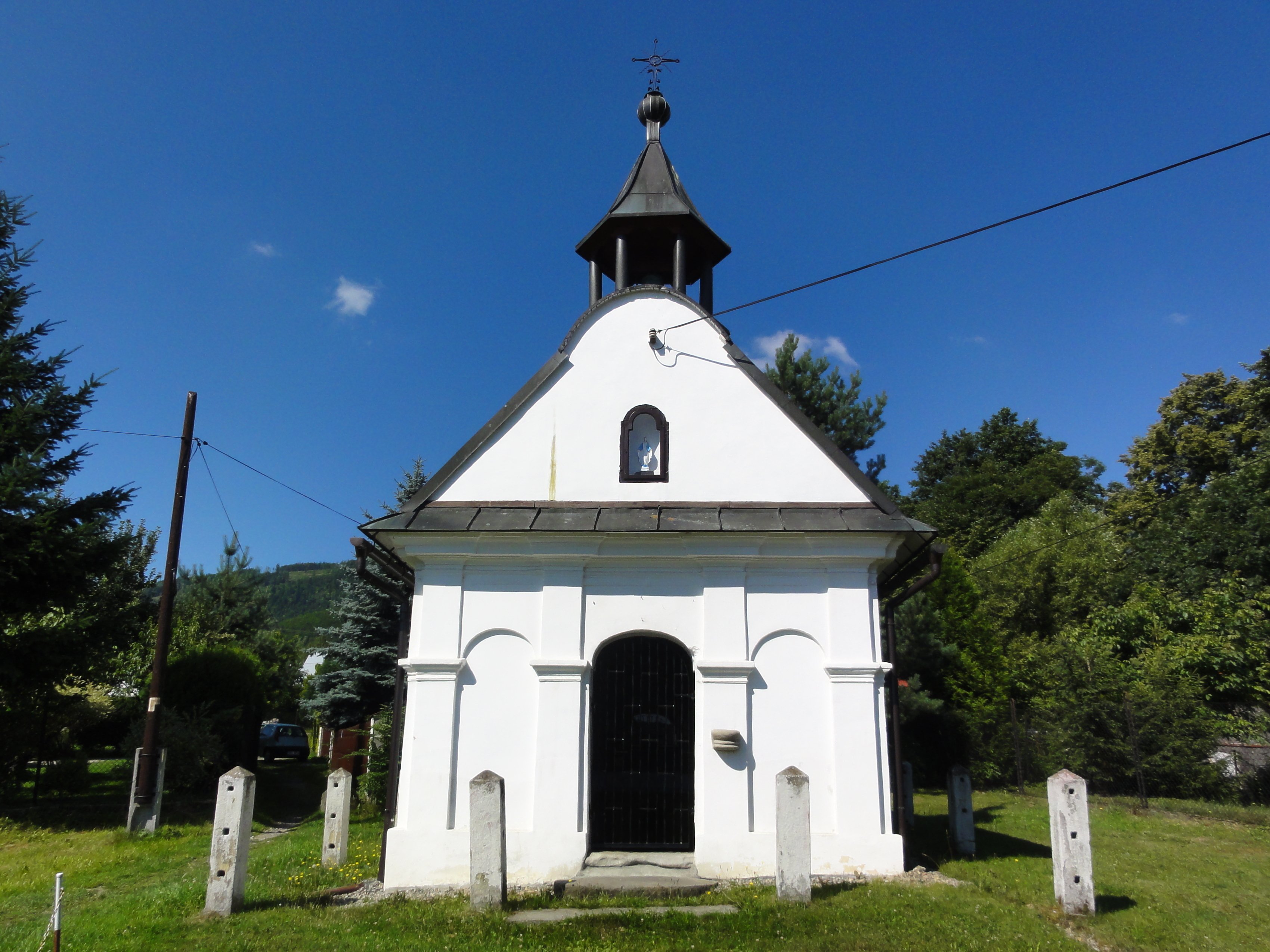
Kaplica Matki Boskiej Siewnej
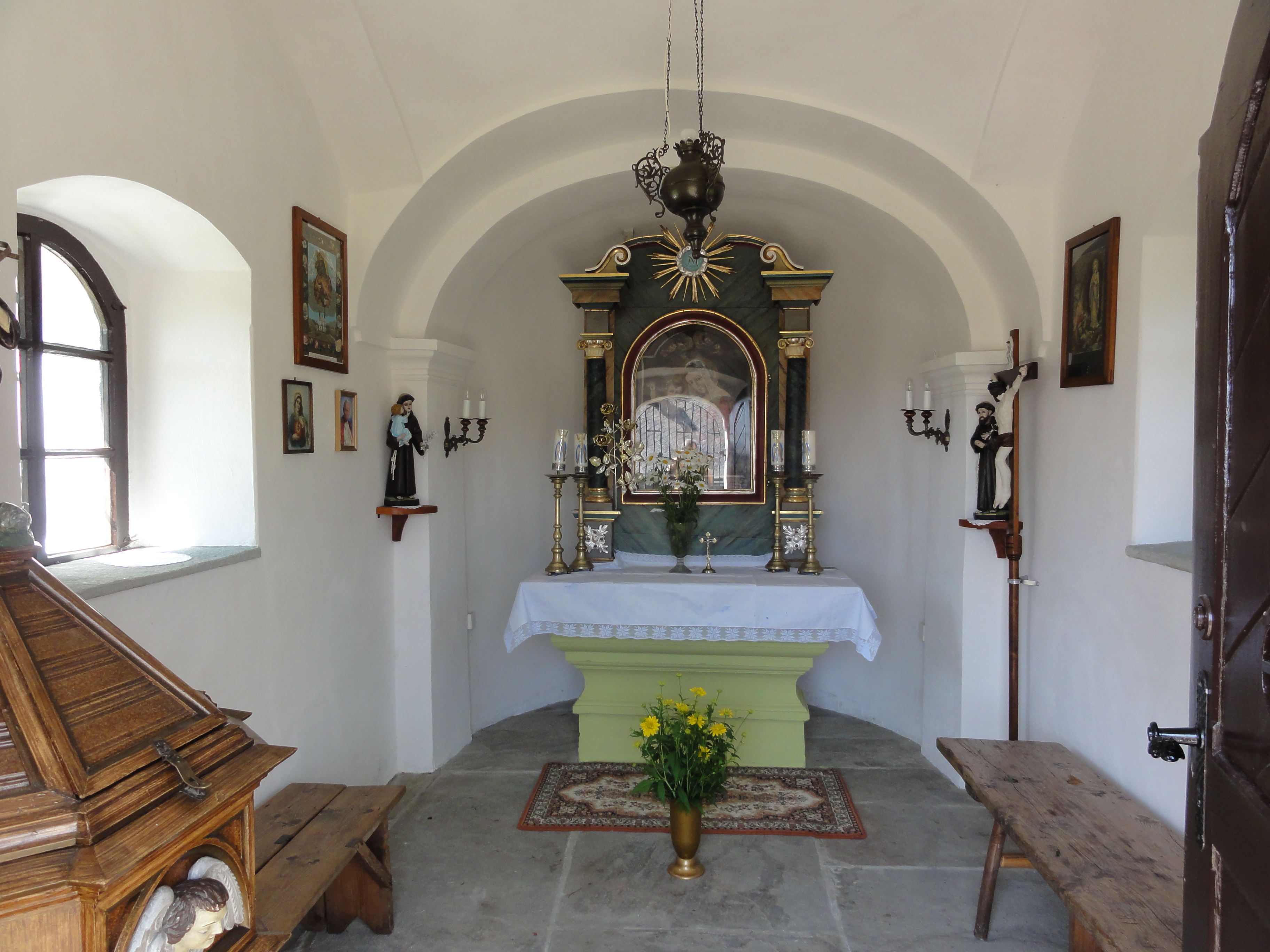
Wnętrze kaplicy
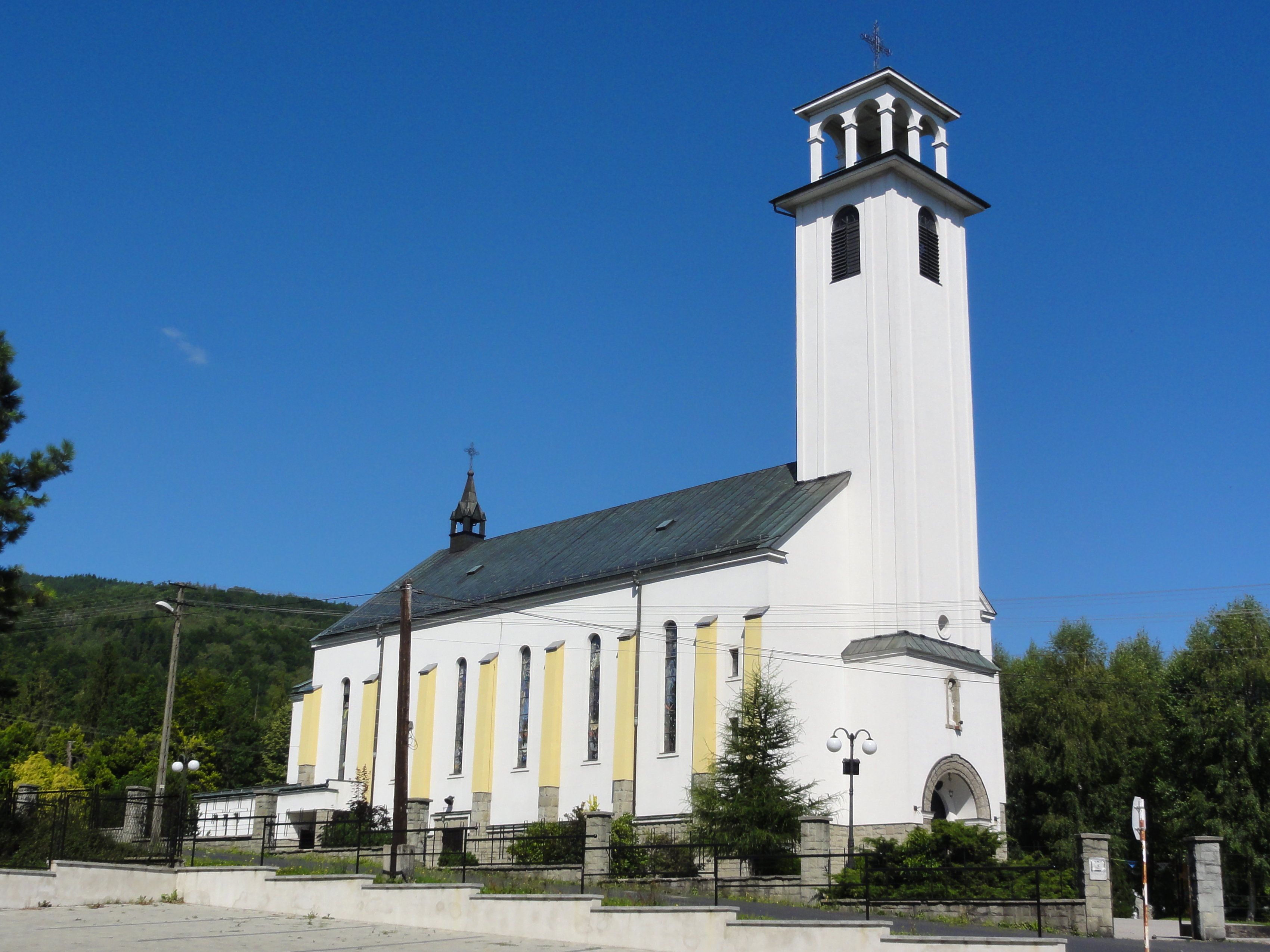
Kościół Niepokalanego Serca w Mesznej